# Acritus copricola
Acritus copricola är en skalbaggsart som beskrevs av Cooman 1932. Acritus copricola ingår i släktet Acritus och familjen stumpbaggar. Inga underarter finns listade i Catalogue of Life.